# Сордьо
Сордьо (итал. Sordio) — коммуна в Италии, располагается в регионе Ломбардия, подчиняется административному центру Лоди.
Население составляет 2326 человек, плотность населения составляет 1163 чел./км². Занимает площадь 2 км². Почтовый индекс — 26858. Телефонный код — 02.
Покровителем коммуны почитается святой апостол Варфоломей, празднование 24 августа.